# Брэттон, Хизер
Хи́зер Брэ́ттон (англ. Heather Bratton; 25 июня 1987, Тампа, Флорида, США — 22 июля 2006, Магистраль Нью-Джерси, Нью-Джерси, США) — американская фотомодель.

## Карьера
Брэттон была старшей из пяти братьев и сестер в семье. Ее называли Сиси, так как ее младшую сестру тоже звали Хизер. В 15 лет она поступила в модельную школу и надеялась стать актрисой. Она быстро добилась успеха в качестве модели, а фотограф Стивен Мейзел представил ее на обложках итальянского Vogue в феврале и мае 2006 года. В том же году Хизер участвовала в показах Prada, Gucci, Burberry и Chanel. 

В 2006 году Ниан Фиш из KCD modeling говорил: 
Хизер Брэттон, которая в прошлом сезоне участвовала в показах Chanel, Chloe и Burberry Prorsum, а затем позировала для Мейзеля, ждет грандиозный успех.
За свою недолгую карьеру Хизер стала довольно успешной и была известна, как многообещающая модель-подросток в середине 2000-х годов.

## Смерть
19-летняя Хизер погибла в автокатастрофе 22 июля 2006 года, произошедшей на Магистрали Нью-Джерси (штат Нью-Джерси, США), возвращаясь домой после съёмок для «W» фотографом Крейгом МакДином, где она снималась вместе с Коко Рошей.
Такси Ford Crown Victoria 2003 года, в котором ехала Брэттон, вышло из строя и остановилось посреди магистрали Нью-Джерси. Затем автомобиль загорелся после того, как другой автомобиль врезался в него сзади. Семья Брэттон впоследствии подала в суд на Ford Motor Company, а затем согласилась на денежную компенсацию. Семья также подала в суд на Управление магистралей Нью-Джерси, так как сообщалось, что огни не работали на участке дороги, где произошла авария. В 2006 году иск был удовлетворен на сумму 125 000 долларов.
Брэттон была похоронена в Южной Каролине. Сентябрьский номер журнала Vogue Paris за 2006 год был посвящен ей.